# Le Temple-sur-Lot
Le Temple-sur-Lot é uma comuna francesa na região administrativa da Nova Aquitânia, no departamento Lot-et-Garonne. Estende-se por uma área de 16,96 km². Em 2010 a comuna tinha 1 057 habitantes (densidade: 62,3 hab./km²).